# André de Palma
 (octobre 2017).
André de Palma, né le 16 juin 1952 à  Bruxelles (Belgique), est un économiste et physicien belge. Il est enseignant-chercheur en économie à CY Cergy Paris Université, en France.

## Biographie
Agrégé de physique, il obtient un doctorat en physique à l'université Libre de Bruxelles, sous la direction d’Ilya Prigogine en 1981 (prix Nobel 1977), et un doctorat en économie à l'université de Bourgogne, sous la direction de Pietro Balestra.
Il a enseigné dans plusieurs établissements universitaires (Northwestern, HEC Genève, Queens' University,...). En  2008, il est devenu professeur d’économie des transports, économie industrielle et théorie de la décision à l'École normale supérieure Paris-Saclay et membre statutaire du CREST. Il est professeur associé à l’université Laval et à KU Leuven. Depuis mai 2020, il a rejoint CY Cergy Paris Université.
Il a été membre du comité scientifique du Singapour-MIT Alliance et directeur scientifique de Risk Design , et est membre honoraire senior de l’Institut universitaire de France  (2001-2011) , président de l'association 1901 d'utilité publique APECOFA-KSV, président de AICC (Action versus Inaction facing Climate Change), association 1901 en constitution.
Il a publié 300 articles en économie, recherche opérationnelle et en physique, et 10 livres, désormais classiques, dont un au MIT Press.

## Recherches
Il a introduit et étudié les modèles dynamiques dans le domaine des transports Il a développé le modèle dynamique multi-agent décrivant les transports privés et public urbains, METROPOLIS. Collaborateurs Yurii Nesterov, Fabrice Marchal et Lucas Javaudin (METROPOLIS2). Ce modèle a été appliqué aux villes suivantes: Paris-Ile-de-France, Strasbourg, Genève, Bruxelles, Ville de Québec, Alger et Riyad.
Il a mené des travaux théoriques et appliqués avec Nathalie Picard et Jean-Luc Prigent dans le domaine du risque en finance comportementale pour expliquer les décisions individuelles et au sein des couples.
Il est membre fondateur d'ITEA (International Transportation Economics Association).
Il a écrit avec Emile Quinet sur les gilets jaunes et la vérité des prix dans Les Echos (10 décembre 2018) et dans The Conversation.

## Publications

### Ouvrages
- Discrete Choice Theory of Product Differentiation (avec S. Anderson et J. Thisse), MIT Press, 1992.  (ISBN 026201128X).
- Handbook in Transport Economics (avec R. Lindsey, E. Quinet et R. Vickerman), Volumes 1 et 2, Edgar Elgard, 2011.  (ISBN 9781783472857).
- Big Data et politiques publiques dans les transports (avec S. Dantan) (eds.), Economica, 2017.  (ISBN 9782717869439).
- de Palma, A. and L. Leruth (eds) (2024) Filmonomics, economists and the silver screen. Routledge India, Taylor & Francis,, (250p), to appear in 2025. (ISBN-13. 978-1041013471)

### Articles
- The Principle of Minimum Differentiation Holds under Sufficient Heterogeneity (avec V. Ginsburgh, Y.Y. Papageorgiou et J. Thisse), Econometrica, 53, 767-781, 1985.
- Rational Choice under Imperfect Ability to Choose (avec G. Myers et Y. Papageorgiou), American Economic Review, 84, 419-440, 1994.
- A Structural Model of Peak-Period Congestion: A Traffic Bottleneck with Elastic Demand (avec R. Arnott et R. Lindsey), American Economic Review, 83, 161-179, 1993.
- Demand for Differentiated Products, Discrete Choice Models, and the Characteristics Approach (avec S. Anderson et J. Thisse), Review of Economic Studies, 56, 21-35, 1989.
- Information Congestion (avec S. Anderson), RAND Journal of Economics, 40(4), 688–709, 2009.
- Competition for attention in the information (overload) age (avec S. Anderson), RAND Journal of Economics, 43(1), 1-25, 2012.
- de Palma A., M. Ben-Akiva, D. Brownstone, C. Holt, T. Magnac, D. McFadden, P. Moffatt, N. Picard, K. Train, P. Wakker et J. Walker (2008). Risk, Uncertainty and Discrete Choice Models, Marketing Letters, 19, 3-4, 269-285.
- de Palma, A., M. Abdellaoui, G. Attanasi, M. Ben-Akiva, .I. Erev, H. Fehr-Duda, D. Fok, C. Fox, R. Hertwig, N. Picard, P. Wakker; J. Walker et M. Weber (2014) Beware of black swans: Taking stock of the description-experience gap in decision under uncertainty, Marketing Letters, 25 (3), 269-280.
- Fosgerau, M., J. Monardo & A. de Palma (2024). The Inverse Product Differentiation Logit Model, Amercian Economic Review Journal, microeconomics.
- Anderson, S; de Palma (2024). Economic distributions, primitive distributions, and demand recovery in Monopolistic Competition. Journal of Economic Theory.
- A. de Palma, R. Lindsey Y. Riou, The cost of Electric cars, Fall, 2023.